# Gentino

Mapa con algunas de las principales antiguas ciudades griegas de Eólida, en la zona septentrional de Asia Menor. Gentino figura al sureste de Ilión.

Gentino (en griego, Γεντῖνος) era una antigua ciudad de la Tróade.
Los habitantes de Gentino son citados en los registros de tributos a Atenas entre los años 452/1 y 444/3 a. C., por lo que la ciudad formaba parte de la Liga de Delos.
Gentino es también mencionada por Esteban de Bizancio y además se conservan monedas de bronce de  Gentino donde figura inscrito «ΓΕΝ» o «ΓΕΝΤΙ». Se localiza en la colina llamada Ballı Dağ.